# گرمه خانی (کوهدشت)
گرمه خانی (کوهدشت)، روستایی از توابع بخش درب گنبد شهرستان کوهدشت در استان لرستان ایران است و در نزدیکی رود سیمره قرارا گرفته‌است.

## شغل
مردها در این روستا به کشاورزی و دامپروری مشغول هستند. زن‌ها در خانه به قالیبافی، خیاطی و درست کردن لبنیات مشغول هستند.

## جمعیت
این روستا در دهستان درب گنبد قرار دارد و براساس سرشماری مرکز آمار ایران در سال ۱۳۸۵، جمعیت آن ۲۹۳ نفر (۵۹خانوار) بوده‌است.